# Karl-Ludwig von Danwitz

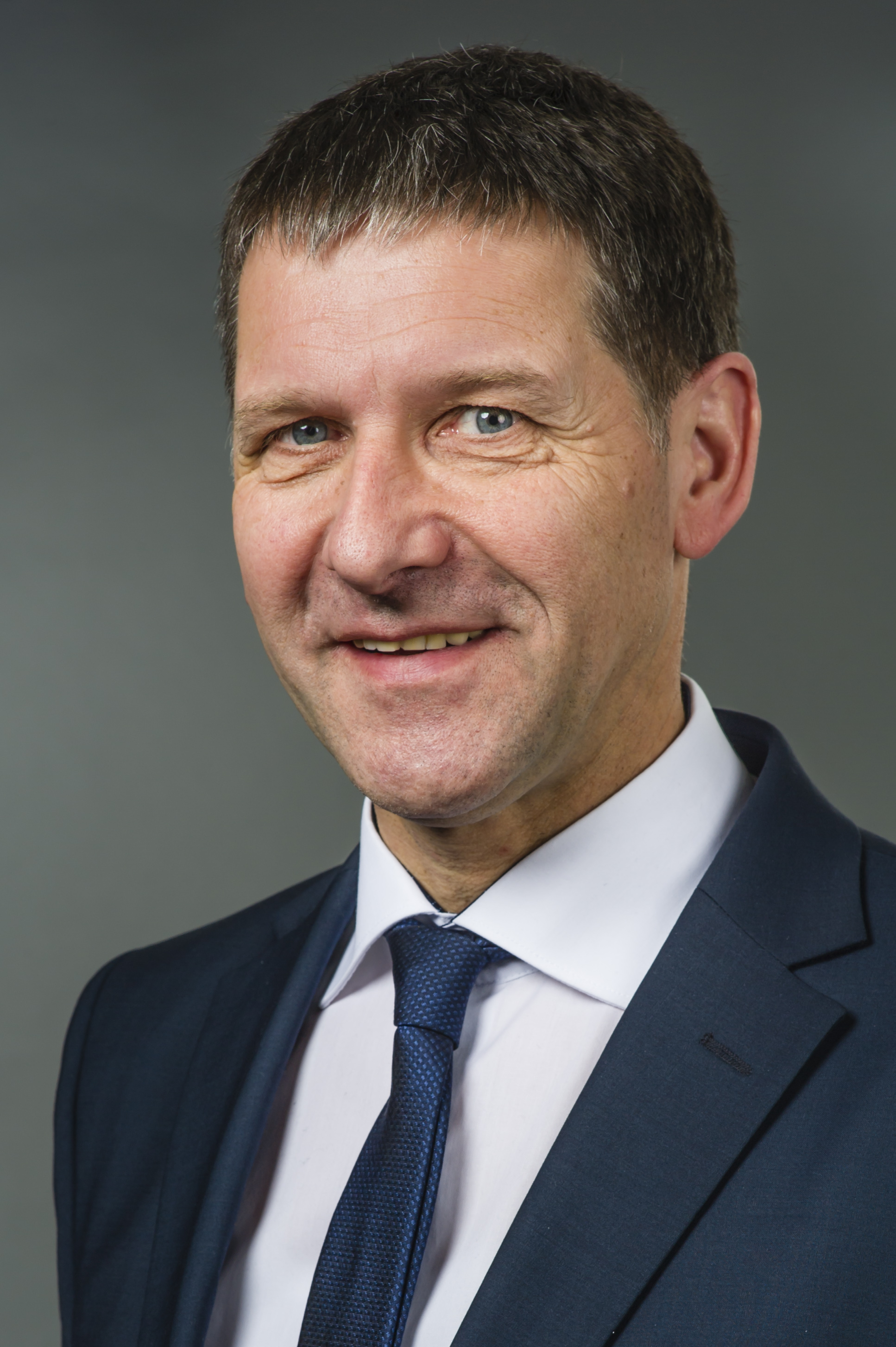
Karl-Ludwig von Danwitz 2018

Karl-Ludwig von Danwitz (* 26. Juli 1958 in Viersen) ist ein deutscher Politiker (CDU) und seit November 2017 erneut Mitglied des Niedersächsischen Landtags, dem er bereits von 2003 bis 2013 angehörte.

## Ausbildung und Beruf
Karl-Ludwig von Danwitz stammt aus der Familie von Danwitz. Nach dem Abitur und dem anschließenden Grundwehrdienst studierte von Danwitz von 1980 bis 1983 Agrarwissenschaften in Göttingen. 1984 promovierte er und arbeitete als wissenschaftlicher Mitarbeiter bei der Bundesforschungsanstalt. Danach war er als Unternehmensberater in Schleswig-Holstein tätig und ließ sich 1986 als Landwirt in Schneverdingen nieder. Er hat drei Kinder.

## Politik
Seit 1991 ist von Danwitz für die CDU im Kreistag des Landkreises Heidekreis vertreten.
Von 2003 bis 2013 und seit 2017 ist er Mitglied des Niedersächsischen Landtages als direkt gewählter Abgeordneter für den Wahlkreis Soltau. Bei der Wahl des Direktkandidaten für die Landtagswahl 2013 unterlag er knapp Lutz Winkelmann, der sein Nachfolger in diesem Wahlkreis wurde. Bei der vorgezogenen Landtagswahl 2017 zog er wieder als direkt gewählter Abgeordneter in den 18. Landtag ein, nachdem er sich bei der Kandidatenaufstellung gegen Lutz Winkelmann durchgesetzt hatte. Bei der Landtagswahl in Niedersachsen 2022 konnte er das Direktmandat verteidigen.